# Due soldati
Pour plus de détails, voir Fiche technique et Distribution.
Due soldati est un film italien réalisé par Marco Tullio Giordana, sorti en 2017.
Il est présenté dans la section Piazza Grande au Festival international du film de Locarno 2017.

## Synopsis
Dans la région de Naples, la jeunesse suit des chemins différents. Salvatore dans son milieu devient criminel, Enzo, lui a l'intention de trouver un emploi honnête et finit par rejoindre l'armée et est envoyé en mission dans un territoire dangereux. Maria, prépare son mariage avec Enzo, le garçon qu'elle aime et qui représente pour elle la possibilité de changer de vie. Mais les choses changent quand le destin fait rencontrer Maria et Salvatore.

## Fiche technique
- Titre français : Due soldati
- Réalisation : Marco Tullio Giordana
- Scénario : Maurizio Braucci et Ludovica Rampoldi
- Photographie : Vincenzo Carpineta
- Montage : Francesca Calvelli et Claudio Misantoni
- Musique : Andrea Farri
- Pays d'origine : Italie
- Format : Couleurs - 35 mm
- Genre : drame
- Durée : 94 minutes
- Date de sortie :
  - Suisse : 31 juillet 2017 (Festival international du film de Locarno 2017)

## Distribution
- Nunzio Coppola :
- Rosaria di Girolamo :
- Angela Fontana :
- Peppe Lanzetta